# Campeonato Europeo de Natación de 2026
El XXXVIII Campeonato Europeo de Natación se celebrará en París (Francia) entre el 31 de julio y el 16 de agosto del año 2026 bajo la organización de European Aquatics y la Federación Francesa de Natación.
Se realizarán competiciones de natación, natación artística, saltos y natación en aguas abiertas. Los primeros tres deportes tendrán como sede el Centro Acuático de París, las competiciones de aguas libres se efectuarán en las aguas del río Sena.